# Stortorget, Helsingborg

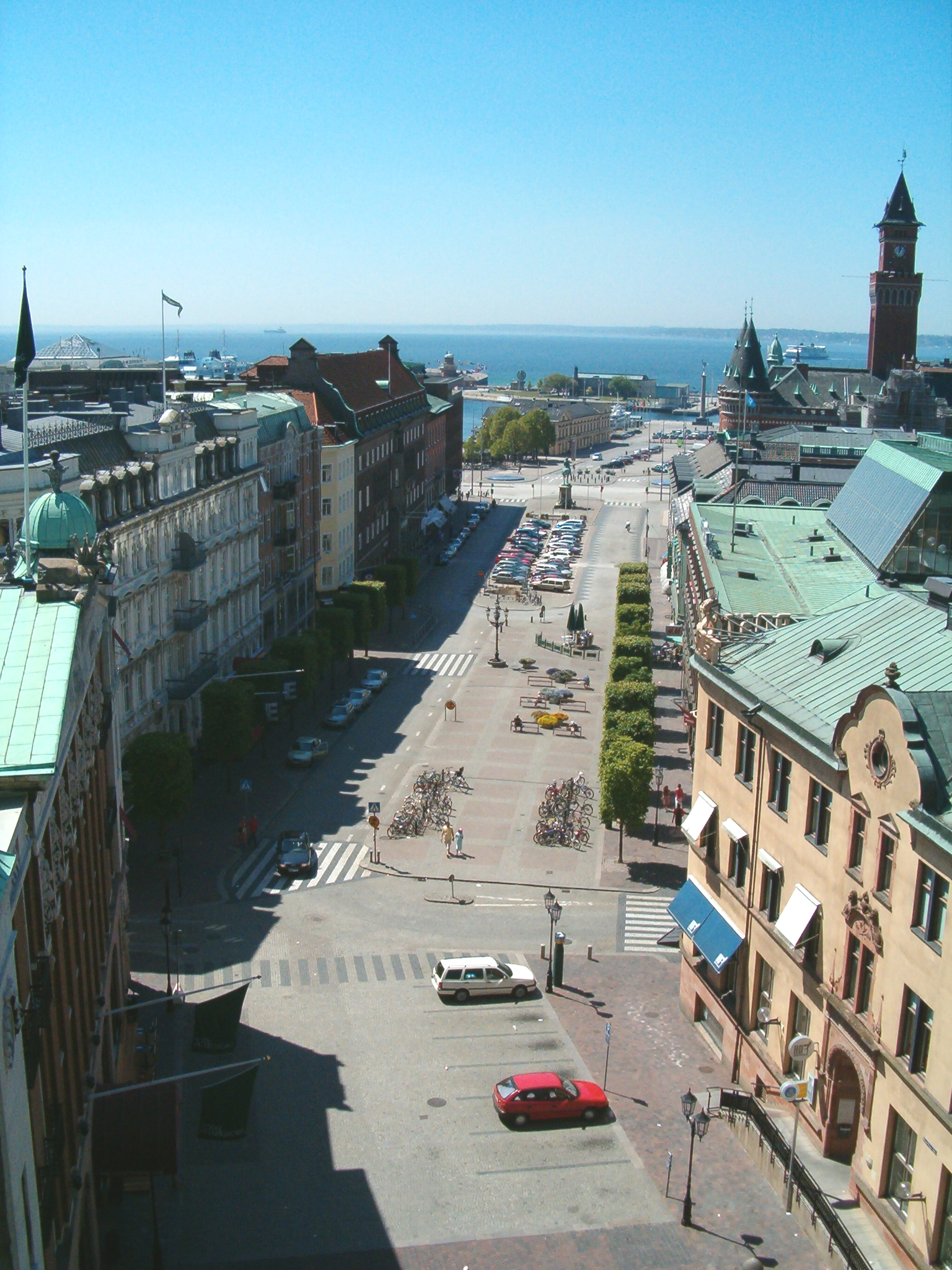
Stortorget sett från Terrasstrapporna.

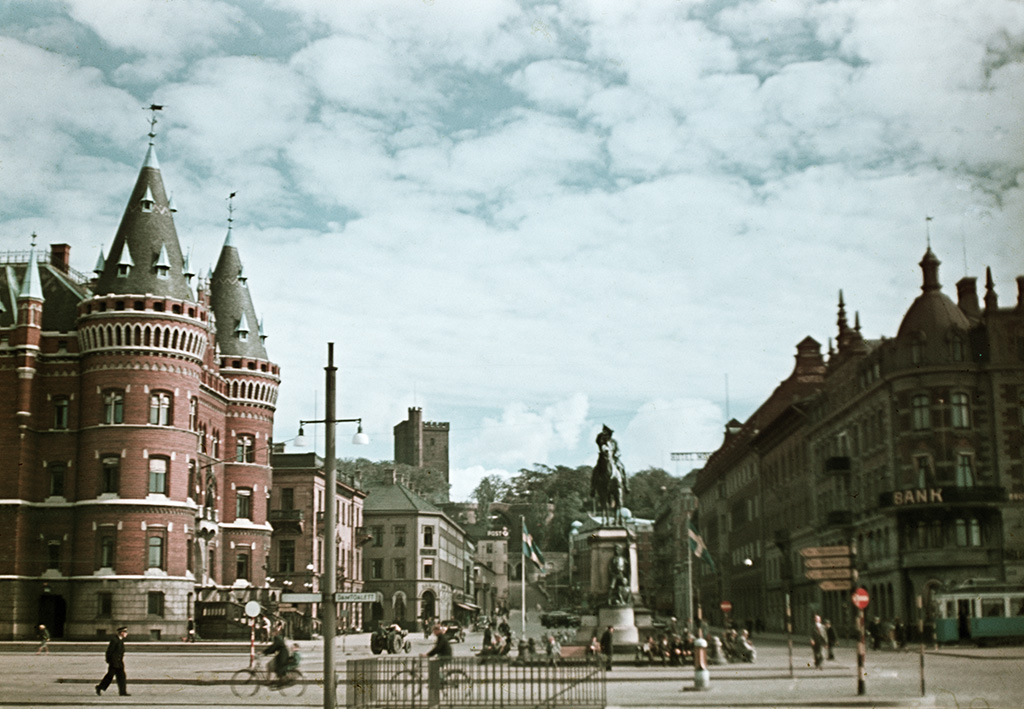
Stortorget 1943.

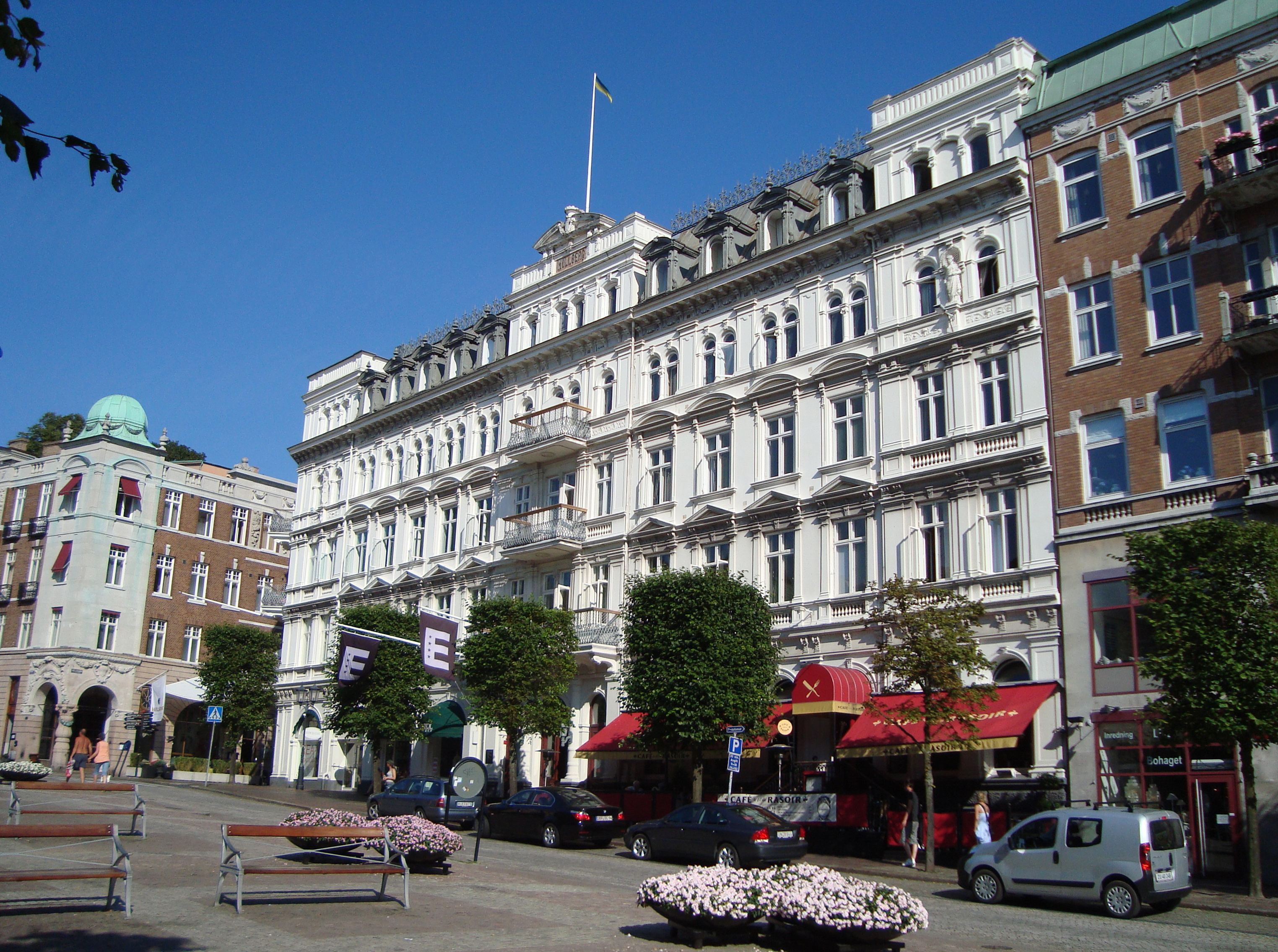
Hotell Mollberg.

Stortorget i Helsingborg är stadens äldsta och mest centrala torg. Torget anlades 1693 och har en långsträckt form i öst-västlig riktning ner mot Inre hamnen.

## Arkitektur
Det avlånga torgrummet har sin början vid Terrasstrapporna där delen av torget beläget öster om övergången mellan Norra och Södra Storgatorna kallas Konsul Trapps plats. Efter denna plats sträcker sig torget lätt sluttande åt väster. Vid torgets mitt korsas det av gågatustråket mellan Torggatan och Kullagatan. Längre västerut möter Norra Strandgatan från norr och efter denna korsning breddas torgrummet genom att dess norra gatufasad är något tillbakadragen. Vid torgets slut, vid övergången mellan paradgatorna Drottninggatan och Järnvägsgatan, öppnar området upp sig mot hamnen. Stortorgets sträckning fortsätter efter korsningen genom Hamntorget, som sträcker sig hela vägen till Norra hamnen i väster. Genom detta har Stortorget en stark kontakt med havet.
Torgets västligaste del utgörs till största delen av bilparkering, men längst i väster står ryttarstatyn av Magnus Stenbock och bakom honom en mindre öppen plats innan bilparkeringen tar vid. En tillfartsgata sträcker sig längs med hela torget till Norra Storgatan och Konsul Trapps plats längs den södra delen.
Den västliga parkeringsytan omges av en u-formad gata som tar av precis innan Torggatan-Kullagatanstråket,  för att vända tillbaka ner mot Järnvägsgatan/Drottninggatan igen. Öster om den u-formade gatan utgörs torget av traditionell öppen torgyta, med bland annat bänkar, blomsterprydnader och cykelparkering och i norr och söder finns rader av formklippta träd planterade. I den östra änden av denna del står en gaskandelaber från 1859 och i väster en bronsavgjutning av Helsingborg som staden kan ha sett ut på 1400-talet.
Bebyggelsen runt Stortorget är storskalig och representativ. Flera av byggnaderna karakteriseras av påkostade och detaljrika fasader, vissa putsade, andra i tegel eller natursten. Särskilt i torgets södra del samlas ett stort antal överdådiga byggnader, varav flera utgör hotellbyggnader i varierande byggnadsstilar. Det palatsliknande Hotell Helsingborg, som ursprungligen uppfördes som bankbyggnad, är utfört i en stil inspirerat av 1600-talsklassicism med inslag av jugend. Det anrika Hotell Mollberg är uppfört i vit nyrenässans, medan Grand Hotel, även det tänkt som bank, dominerar en stor del av torget med sin nationalromantiska fasad i brunt tegel. Strax öster om Grand Hotel ligger det betydligt enklare Hotell Högvakten med en slät gulputsad fasad. Andra utmärkande byggnader är Frimurarhuset i florentinskinspirerad stil och det senmodernistiska SEB-huset längst i väster mot Järnvägsgatan. Längs den norra delen finner man de mest monumentala byggnaderna i väster, där det pampiga Helsingborgs rådhus dominerar, men där även Handelsbankshuset i röd övedsandsten utmärker sig. Längre österut är dock byggnaderna mer beskedliga, med dessa är även några av de äldsta runt torget, där det så kallade "Fahlmans hörna" uppfördes redan 1802. Ännu längre österut ligger Trygg Hansa-huset i senmodernistisk stil, anpassad efter omgivningens monumentalitet.

## Torgliv
Som en av Helsingborgs mest centrala platser utnyttjas Stortorget ofta för olika evenemang i staden, bland annat under Helsingborgsfestivalen, julmarknaden och Love & Light-festivalen. Vid studenten är det tradition för alla avgångselever vid Helsingborgs gymnasieskolor att springa nerför Terrasstrapporna för att ta sig ner genom torget. Vissa utför även den traditionsenliga vandringen runt Stenbocksstatyn i sju varv. Terrasstrapporna används även ofta för olika utomhuskonserter, bland annat sjungs våren in på dess trappor på Valborgsmässoafton.
Torget domineras till stor del av olika hotell-, restaurang- och kaféverksamheter, vilket ger platsen gatuliv under större delen av dygnets timmar. Under sommaren finns här också ett flertal uteserveringar i anknytning till dessa, där den mest dominerande är den i anknytning till Fahlmans conditori på hörnet till Kullagatan, vilken upptar en stor del av torgytan. Torget korsas även av handelsstråket som består av gågatorna Bruksgatan-Mariagatan-Torggatan-Kullagatan och har därför även ett antal butiksverksamheter, särskilt i närheten av stråket av gågator. Ett antal banker har sin verksamhet vid torget. De är lokaliserade till torgets västra del.

## Historia
Torget kom till under den danska ockupationen av Helsingborg under det Skånska kriget mellan 1676 och 1679 då man på order av den danske kungen Kristian V skulle förstärka stadens befästningar. I samband med detta ville man förbättra försörjningslinjen mellan Helsingborgs slott och hamnen. Detta gjorde man genom att riva en stor del av bebyggelsen i en rak linje ner mot hamnen. Denna förstärkte man sedan med palissader och för att skydda den ännu bättre skövlade man på båda sidor ännu fler byggnader, däribland stadens renässansrådhus och prästgård, för att få ett fritt skjutfält runt försörjningslinjen. När sedan danskarna tvingades lämna staden igen gapade ett stort hål i Helsingborgs centralaste delar.
När svenskarna återinrättat sig i staden kom Helsingborgs borgerskap med önskemål om upprättandet av ett nytt och större torg. Den dåvarande generalguvernören i Skåne, Rutger von Ascheberg, hörsammade borgarnas önskemål och beslutade att det nya torget skulle anläggas på de ödetomter som uppstått efter danskarnas framfart, i samma riktning. På 1700-talet uppfördes stadens nya rådhus i den västra änden av torget och slöt därmed av det från havet, men när rådhuset från 1897 stod klart rev man detta och torget öppnade åter sig mot Öresund. Stortorget var Helsingborgs dominerande handelstorg ända fram till 1800-talets slut, då det mesta av handeln flyttades till det nybyggda Sundstorget. Istället blev Stortorget stadens paradtorg där flera av stadens viktigaste byggnader samlades.